# Anomala viridifusca
Anomala viridifusca är en skalbaggsart som beskrevs av Ohaus 1936. Anomala viridifusca ingår i släktet Anomala och familjen Rutelidae. Inga underarter finns listade i Catalogue of Life.